# 亞歷山大·斯摩列特船長
亞歷山大·斯摩列特船長（英語：Captain Alexander Smollett）是蘇格蘭作家羅伯·路易斯·史蒂文生的冒險小說《金銀島》中的虛構人物。他是伊斯班歐拉號（Hispaniola）的船長，性格較為嚴肅及重視紀律，要求下屬絕對服從命令，如當他發現屈利勞尼鄉紳和李甫西大夫怠忽職守時便以此為由訓斥了他們一頓；但斯摩列特為人還是十分正直的。

## 概述

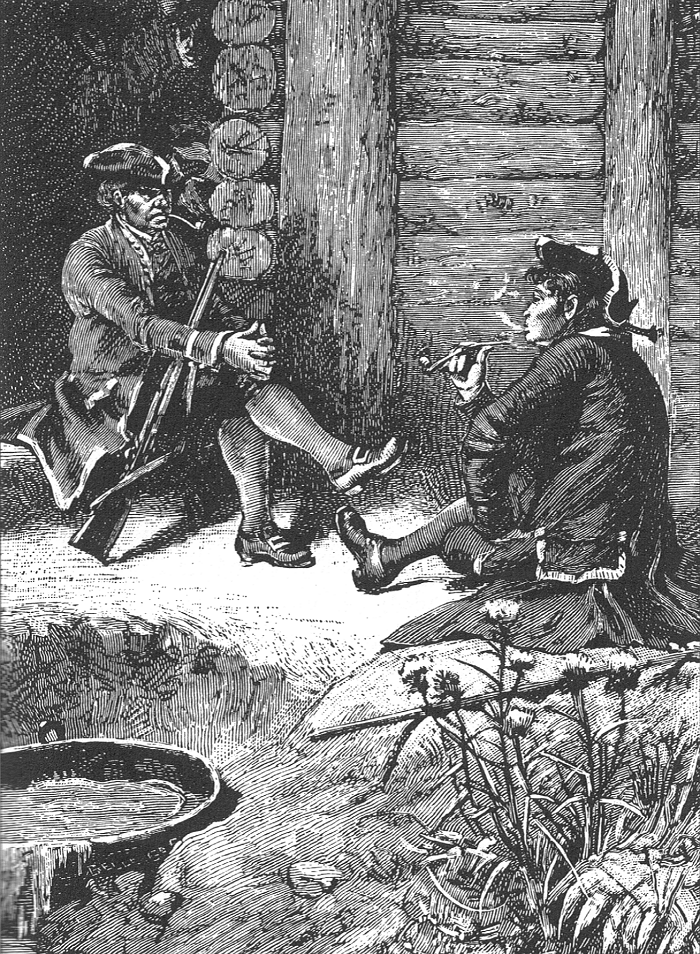
斯摩列特與西爾弗談判。George Roux的插圖

斯摩列特船長最初是被屈利勞尼鄉紳的好友勃蘭里德爾招聘來擔任伊斯班歐拉號的船長。在航行期間，他最早察覺到了船員叛變的跡象，但其嚴肅古板的態度令屈利勞尼鄉紳、李甫西大夫和吉姆·霍金斯都深感不滿，尤其是屈利勞尼對他特別反感。在約翰·西爾弗帶領海盜船員正式集體叛變之時，斯摩列特等人迅速離開大船，在荒島上的一間木屋建立臨時據點，他還堅持要為木屋掛上英國國旗，而不顧海盜以此為目標的連環砲轟。
次日，斯摩列特在面對前來談判的海盜頭目西爾弗時，義正辭嚴地故意激怒對方，引來一場戰鬥。斯摩列特努力指揮手下防禦海盜的進攻，混戰中他被敵方兩顆子彈打傷，不得不暫臥床在身。
在擊敗海盜、取得寶藏返回英國之後，斯摩列特便宣告退休、從此不再航海。

## 外部連結
- 金銀島的角色（页面存档备份，存于）（英文）
- 斯摩列特船長角色分析 （页面存档备份，存于）（英文）